# سيرخيو دالما
سيرخيو دالما (بالإسبانية: Sergio Dalma)‏ هو مغني وملحن إسباني، ولد في 28 سبتمبر 1963 في ساباديل في إسبانيا.

## وصلات خارجية
- سيرخيو دالما على موقع IMDb (الإنجليزية)
- سيرخيو دالما على موقع ميوزك برينز (الإنجليزية)
- سيرخيو دالما على موقع أول ميوزيك (الإنجليزية)
- سيرخيو دالما على موقع ديسكوغز (الإنجليزية)